# يو إف سي ليلة القتال: ماتشيدا ضد موساوي
يو إف سي ليلة القتال: ماتشيدا ضد موساوي (بالإنجليزية: UFC Fight Night: Machida vs. Mousasi)‏ هو حدث لفنون القتال المختلطة نظمته يو إف سي، أُقيم في 15 فبراير 2014، على أرينا جاراجوا في خاراغوا دو سول، البرازيل.